# Derek Siveter
Derek J. Siveter  (* 12. März 1946 in Wolverhampton) ist ein britischer Paläontologe.
Derek Siveter studierte ab 1965 an der University of Leicester mit dem Bachelor-Abschluss 1968 und der Promotion in Paläontologie 1973 bei Peter Sylvester-Bradley. Als Post-Doktorand war er am Trinity College Dublin bei Charles Hepworth Holland und forschte über irische Trilobiten. Ab 1979 forschte er an der University of Hull und ab 1988 war er am Oxford University Museum of Natural History, zuletzt als Kurator der geologischen Sammlung. Er war außerdem Professor in Oxford. 2012 ging er in den Ruhestand.
Er war Fellow des St. Cross College in Oxford und Gastprofessor an der Universität Yunnan. 2014 bis 2017 hatte er eine Leverhulme Trust Emeritus Research Fellowship.
Er befasst sich mit Systematik, Paläobiologie und Phylogenie fossiler Wirbelloser, speziell Arthropoden. Dabei untersuchte er insbesondere Konservatlagerstätten in Herefordshire (Silur, 430 Millionen Jahre) und Chengjiang in China (Kambrium), die auch Weichteilfossilien liefern und Einblick in die kambrische Explosion ermöglichen. Er beriet die chinesische Regierung beim Erhalt des Welterbe-Status für die Lagerstätte in Chengjiang. Bei den Fossilien aus Herfordshire gelang eine dreidimensionale Rekonstruktion mit computertomographischen Methoden.
2012 erhielt er einen DSc. in Oxford. 2018 erhielt er die Lapworth Medal.
Er ist der Zwillingsbruder des Paläontologen David Siveter.

## Schriften (Auswahl)
- Silurian trilobites from the Annascaul inlier, Dingle Peninsula, Ireland. In: Palaeontology, Band 32, 1989, S. 109–161
- mit J. E. Dalingwater, S. J.  Hutchinson, H. Mutvei: Cuticular ultrastructure of some Silurian calymenid trilobites from the Welsh Borderland and Gotland. In: Palaeontographica, A, Band 229, 1993, S. 37–49.
- mit Derek Briggs: Soft-bodied fossils from a Silurian volcaniclastic deposit. In: Nature, Band 382, 1996, S. 248–250.
- mit Mark Sutton, Derek Briggs: A Silurian sea spider. In: Nature, Band 431, 2004, S. 978–980.
- mit Mark Sutton, Derek Briggs:  A new probable stem lineage crustacean with three-dimensionally preserved soft-parts from the Herefordshire (Silurian) Lagerstätte, UK. Proceedings of the Royal Society of London B, Band 274, S. 2099–2107.
- mit Richard Fortey, Mark Sutton, Derek Briggs: A Silurian ‘marrellomorph’ arthropod. Proceedings of the Royal Society of London B, 274, 2007, S. 2223–2229.
- mit X.-G. Hou, R. J. Aldridge: Collective behaviour in an Early Cambrian arthropod. In: Science, Band 322, 2008, S. 224.
- mit Derek Briggs u. a.: A Silurian short-great-appendage arthropod.  Proceedings of the Royal Society of London B, Band 281, 2014, Issue 1778. doi:10.1098/rspb.2013.2986
- mit Hou Xian-guang, Richard A. Aldridge, Pei-yun Cong, Sarah Gabbott, Xiao-ya Ma, Mark A. Purnell, Mark Williams: The Cambrian fossils of Chengjiang, China. The flowering of early animal life. 2. Auflage, Wiley 2017
- mit Richard Fortey u. a.: A three-dimensionally preserved aglaspidid arthropod with a calcitic cuticle from the Ordovician of China. In: Geological Magazine, 2017
- mit Derek Briggs u. a.: A three-dimensionally preserved Silurian lobopodian from the Herefordshire (Silurian) Lagerstätte, UK. In: Royal Society Open Science. Band 5, Heft 8,  2018, doi:10.1098/rsos.172101